# Sands End
Sands End is een wijk in het Londense bestuurlijke gebied Hammersmith and Fulham, in de regio Groot-Londen.